# Raga (Sudan del Sud)
Raga è un centro abitato del Sudan del Sud, situato nello Stato di Zimoe.